# Polymera georgiae
Polymera georgiae là một loài ruồi trong họ Limoniidae. Chúng phân bố ở miền Tân bắc.